# Auburn (California)
Auburn es una ciudad y sede del condado de Placer, California, Estados Unidos, situada en el área metropolitana de Sacramento. Su población de acuerdo con el censo de 2010 es de 13 330 habitantes. Auburn es conocida por su historia en la fiebre del oro de California y está registrada como un hito histórico de California.

## Historia
Durante la fiebre del oro, el 16 de mayo de 1848, un minero con el nombre de Claude Chana, siguiendo el ejemplo de James Marshall,  descubrió oro en la barranca de Auburn. Esta se convirtió en el principal centro de transporte y abastecimiento de cientos de campos de oro. En 1853, Auburn se convirtió en la sede del condado de Placer, un honor acorde con su estatura como un importante centro de comercio y depósito de suministros para las minas.
La minería de oro fue una de las principales industrias durante la década de 1880, pero poco a poco los nuevos residentes se dedicaron a la agricultura, la explotación de la madera y contratados en el ferrocarril Southern Pacific.

## Geografía
Auburn se encuentra ubicada en las coordenadas 38°53′55″N 121°4′28″O / 38.89861, -121.07444. Según la Oficina del Censo, la ciudad tiene un área total de 19,2 km² (7.4 sq mi), de la cual 19,1 km² (7.4 sq mi) es tierra y 0,1 km² (0.04 sq mi) (0,41%) es agua.

## Demografía
Según el censo del año 2000, los ingresos medios por hogar en la localidad eran de $48.999 y los ingresos medios por familia eran $62.250. La renta per cápita para la localidad era de $26.258.

## Actualidad
Hoy en día Auburn es un buen lugar para visitar o vivir, los museos y edificios antiguos son un buen atractivo turístico, además de que también es una buena opción para descansar y comer algo, para las personas que viajan hacia Reno, Nevada por la Interestatal 80.